# Fischland-Darß-Zingst

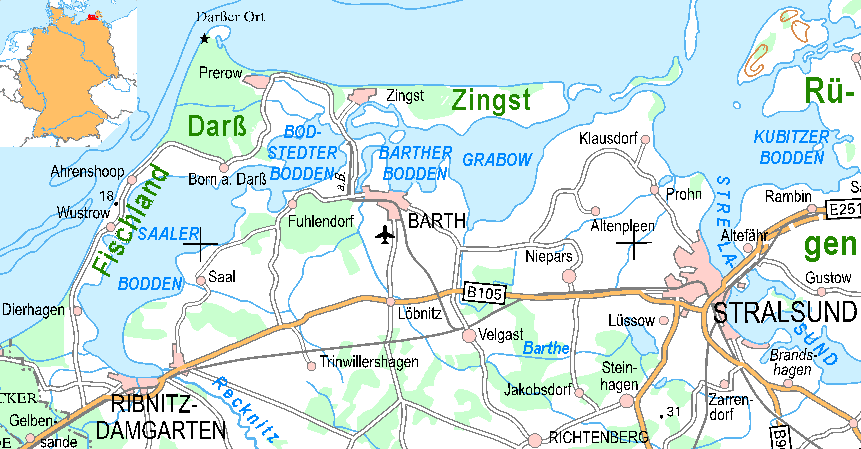
Fischland, Darß und Zingst

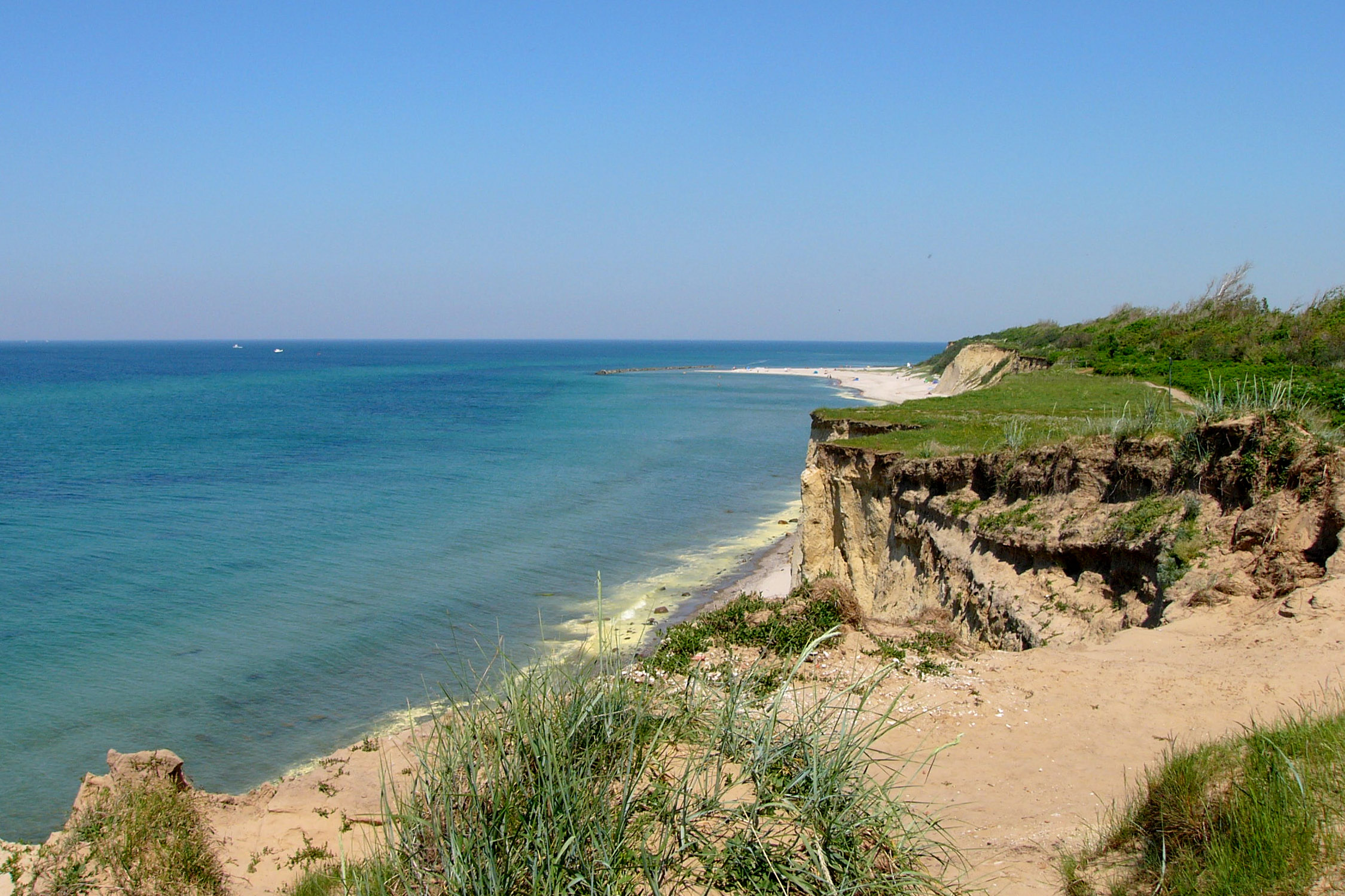
Steilküste bei Ahrenshoop

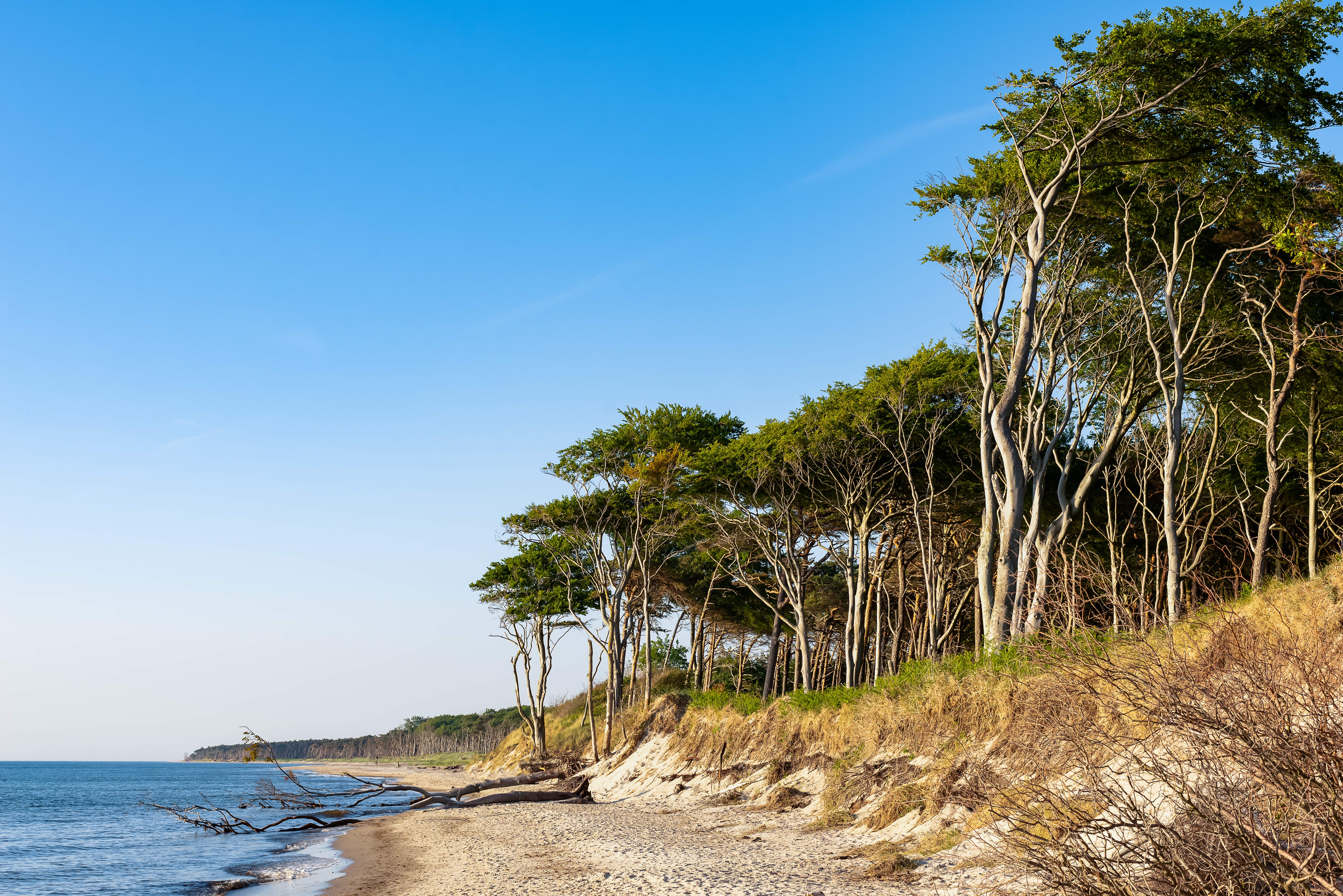
Abtragungsküste

Fischland-Darß-Zingst ist eine 45 Kilometer lange Halbinsel an der Ostseeküste zwischen Rostock und Stralsund.
Sie trennt die Darß-Zingster Boddenkette von der offenen Ostsee. Den südwestlichen Abschnitt der Halbinsel bildet das Fischland, es folgt der Darß, an den sich nach Osten die Halbinsel Zingst anschließt. Seit kürzerer Zeit ist der Große Werder durch Verlandung Teil der Halbinselkette. Der Darß gehört bereits zu Vorpommern, während das Fischland historisch dem Landesteil Mecklenburg angehört. Die Grenze verläuft am Grenzweg in Ahrenshoop.
Die Halbinsel ist ständiger Veränderung in der Geomorphologie ausgesetzt. Das Fischland ist großteils eine „Abtragungsküste“, die mittels wasserbaulicher Eingriffe stabilisiert wird, damit die Verkehrswege nicht durchbrochen werden. Die dort abgespülten Sande werden von Strömungen in Ostrichtung als Strandversetzung  entlang der Küstenlinie transportiert und am Großen Werder in Form einer Nehrung abgelagert.
Auf Fischland-Darß-Zingst liegen die Gemeinden Wustrow, Ahrenshoop, Born a. Darß, Wieck a. Darß, Prerow und Zingst. Die nördlichste Stelle der Halbinsel bildet der Darßer Ort mit seinem Leuchtturm.

## Geschichte
In historischer Zeit waren sowohl der Kern des Fischlands als auch der Darß und der Zingst Inseln. Erst die Schließung von Flutrinnen durch den Menschen im 14. Jahrhundert (Fischland und Darß) und im 19. Jahrhundert (Zingst) verband sie dauerhaft mit dem Festland.
Beim Ostseesturmhochwasser 1872, das auch Prerow auf dem Darß weit überflutete, versandete der Prerower Strom, der bis dahin die damalige Insel Zingst vom Darß trennte. 1874 wurde der Prerower Strom dann endgültig zugeschüttet und mit einem Deich gesichert; Zingst wurde dadurch zu einer Halbinsel.
Der östliche Teil der Halbinsel Zingst und der Mittelteil des Darß sind Teile des Nationalparks Vorpommersche Boddenlandschaft.